# Deutsche Freiheitspartei (1962)
Die Deutsche Freiheitspartei (DFP) war eine deutsche Kleinpartei, welche Anfang 1962 vom ehemaligen national-neutralistischen Flügel der Deutschen Reichspartei (DRP) gegründet wurde und an der Gründung der Aktionsgemeinschaft Unabhängiger Deutscher beteiligt war.

## Parteigründung
Die DFP wurde am 13./14. Januar 1962 gegründet. Gründungsmitglieder waren Mitglieder des nationalneutralistischen Flügels der DRP, welche sich nach dem schlechten Abschneiden bei der Bundestagswahl 1961 um eine Neuausrichtung bemühte. Die zwei gegensätzlichen Lager der DRP waren zum einen das pro-westliche Lager, welches sich auch um nationalkonservative Wähler bemühen wollte und sich zudem als bürgerliche Sammlungsbewegung neben ihren eigenen Mitgliedern auch für ehemalige Mitglieder der Deutschen Partei (DP) und des Bundes der Heimatvertriebenen und Entrechteten (BHE) sah, und zum anderen das national-neutralistische Lager. Letzteres geriet im Zuge der antisemitischen Ausschreitungen 1959/1960 in Bedrängnis, da daran auch DRP-Mitglieder beteiligt waren, was zum Verbot des DRP-Landesverbandes in Rheinland-Pfalz und dem Verlust des Landtagsmandates des Landesprechers der DRP und ehemaligen Vorstandsmitgliedes der Sozialistischen Reichspartei (SRP) Hans Schikora führte – unter der Begründung, die DRP sei eine Nachfolgeorganisation der vom Bundesverfassungsgericht 1952 verbotenen SRP.
In diesem Spannungsfeld kam es auf dem Parteitag der DRP am 2./3. Dezember 1961 in Northeim zum offenen Bruch zwischen den zwei Lagern, als der vom national-neutralistischen Lager bei der Wahl zum Parteivorsitzenden vorgeschlagene Kandidat und bisherige Parteivorsitzende Heinrich Kunstmann (251 Stimmen) gegen den späteren NPD-Gründer Adolf von Thadden (277 Stimmen) unterlag, der dem pro-westlichen Lager angehörte. Als Konsequenz trat der überwiegende Teil des national-neutralistischen Lagers aus der DRP aus und gründete am 13./14. Januar 1962 die DFP.
Der Gründungsvorstand bestand aus folgenden Mitgliedern:
- Heinrich Kunstmann (1900–1964), Arzt und Internist, ehemaliges Mitglied von NSDAP und DRP – Parteivorsitzender
- Oskar Lutz (1902–1975), Rechtsanwalt und Notar, ehemaliges Mitglied von NSDAP, GB/BHE und DRP – stellvertretender Parteivorsitzender
- Hans Jähde (1922–1983), Verkaufsleiter, ehemaliges Mitglied der DRP, nach DFP Mitgliedschaft NPD, MdL Niedersachsen – stellvertretender Parteivorsitzender
- Günter Demolsky (* 1920), Buchhalter, ehemaliges Mitglied von SRP und DRP, Geschäftsführer
- Werner Gebhardt (1919–1993), Installateurmeister, ehemaliges Mitglied von SRP und DRP
- Hans-Heinrich Scheffer (1903–1981), Berufssoldat, ehemaliges Mitglied der DRP, MdL Niedersachsen
- Hans Schikora (1912–2005), Bäcker, Berufssoldat, ehemaliges Mitglied von SRP und DRP, MdL Rheinland-Pfalz
- Gerhard Krüger (1908–1994), NS-Funktionär, ehemaliges Mitglied von NSDAP, SRP (Mitgründer, Vorstand, Geschäftsführer) und DRP

## Politische Ausrichtung und Ziele
Politisch vertrat die DFP einen national-neutralistischen Kurs, der den neuen „bürgerlichen“ Schwenk der DRP ablehnte; jedoch fanden sich sowohl persönliche Gegner Thaddens als auch Vertreter eines „Deutschen Sozialismus“ in der DFP wieder. Vor allem die ehemaligen SRP-Mitglieder Demolsky, Gebhardt, Krüger und Schikora vertraten diese Strömung, die auch einen maßgeblichen Einfluss auf die Ausrichtung der Partei hatte, wie das Ziel eines blockfreien Europas, der Herauslösung der Bundesrepublik aus der Westbindung – also im Gegensatz zu Thadden und der NPD – und einer Sozialkomponente, angelehnt an die Politik Otto Strassers, was allerdings im Fortgang 1961/1962 scheiterte, da eine Kooperation zwischen Strasser und der DFP nicht zustande kam.
Neben dem Ziel des „Deutschen Sozialismus“ vertraten Krüger, Gebhardt (der seit 1957 dem Vorstand der DRP angehörte und seit 1960 stellvertretender Parteivorsitzender war) sowie Demolsky einen strikten Antibolschewismus. Gebhardt und Demolsky waren schon politische Weggefährten aus SRP-Zeiten; denn Günter Demolsky aus Wanne-Eickel war von 1951 bis zum Verbot 1952 Landesvorsitzender der SRP in Nordrhein-Westfalen und quasi Vorgesetzter von Gebhardt, dem Geschäftsführer des SRP-Bezirksverbands Ruhr-Niederrhein mit Sitz in Oberhausen. In der DRP wiederum war Gebhardt zusammen mit Lutz von Juli 1960 bis Dezember 1961 stellvertretender Parteivorsitzender, während Kunstmann die DRP in diesem Zeitraum leitete. Auch in der DFP war Demolsky wieder Landesvorsitzender von Nordrhein-Westfalen. Die ehemaligen SRP-Mitglieder Demolsky und Krüger verbanden zudem ihre Herkunft aus Danzig und das Schicksal von Heimatvertriebenen, die die Hoffnung hatten, ein neutrales Deutschland könnte der erste Schritt zur Wiedervereinigung sein – ähnlich den Vorschlägen Stalins in den Stalin-Noten an die Westmächte 1952 – und die Möglichkeit der Rückgewinnung der verlorenen Ostgebiete eröffnen.
Allerdings schlug das Ziel einer „neutralistischen, nationalen Sammlung“, die ehemalige Mitglieder von BHE, DP, DRP und SRP ansprechen sollte, fehl. Gleiches galt für die von Herbert Beer initiierte Arbeitsgemeinschaft Nationale Politik (ANP), der die DFP mit anderen Parteien und Gruppen wie DRP, Deutscher Block, Notgemeinschaft Deutscher Bauern, Gesamtdeutscher Hochschulring und Ostdeutsche Studentengruppe an der Kieler Universität sowie der Jugendorganisation des BHE, dem Block Junger Deutscher, angehörte und im Dezember 1964 in Düsseldorf auf Bundesebene gegründet wurde. Die ANP, welche als „große“ AUD geplant war, scheiterte letztlich und eine Erosion der DFP-Mitgliederzahlen (1962–1964: 1000, 1965: 200) und die Unfähigkeit, den Beschluss zur Teilnahme an den Landtagswahlen im Saarland 1965 umzusetzen, taten ein Übriges und bewogen die Parteileitung dazu, sich mit anderen Vereinigungen des gleichen Wählerspektrums wie der Deutschen Gemeinschaft (DG), ehemaligen DRP-Mitgliedern sowie Mitgliedern und Führungskadern der „Vereinigung Deutsche Nationalversammlung“ (VDNV) zur Aktionsgemeinschaft Unabhängiger Deutscher (AUD) zusammenzuschließen.

## Richtungsstreit
Dass die alten Seilschaften aus der SRP und der DRP durch die DFP nur zum Teil in die AUD hinübergerettet wurden, zeigt die Wahl von Günther Demolsky zum ersten Geschäftsführer in der AUD am 4. Juli 1965 in Bad Homburg. Allerdings war auch Gerhard Krüger als ehemaliges DFP-Mitglied maßgeblich am Scheitern der AUD beteiligt. Krüger war gegen die Fusion der DFP zur AUD und trat 1964 deshalb aus der Partei aus. Weiter opponierte Krüger in einem offenen Brief an alle ehemaligen DFP-Mitglieder, nicht dem am 5. August 1965 vorgestellten „Sechs-Stufen-Plan“ der AUD zuzustimmen, da dieser dem SED-Regime unter Ulbricht in die Hände spiele. Der Brief war eine versteckte Unterstützung für die NPD, die bei der Bundestagswahl 1965 2 % (ca. 660.000) aller Stimmen erreichte, während die AUD mit rund 50.000 nur 0,2 % erzielte. Krüger trat nach seinem Engagement in der DFP als Politiker nicht mehr in Erscheinung. Demolsky und Gebhard jedoch blieben der AUD bis zu deren „Linksruck“ 1969 als Mitglieder erhalten, betätigten sich danach jedoch nur noch in rechtsextremistischen Vereinigungen wie dem 1993 vom nordrhein-westfälischen Innenministerium verbotenen „Freundeskreis Freiheit für Deutschland“ oder dem deckungsgleichen „Unabhängigen Freundeskreis“, der bis heute für die Verbreitung der Unabhängigen Nachrichten verantwortlich ist.
Oskar Lutz hingegen trat schon früher (1967) auch wegen des Linksrucks aus der AUD aus und setzte seinen politischen Weg in der CDU fort. Jähde trat in die NPD ein und war Mitglied des niedersächsischen Landtags wie auch Scheffer. Kunstmann war schon 1964 verstorben und Hans Schikora trat nach der DFP nicht mehr politisch in Erscheinung.